# NGC 4053
NGC 4053 ist eine linsenförmige Galaxie vom Hubble-Typ S0/a mit aktivem Galaxienkern im Sternbild Coma Berenices am Nordsternhimmel. Sie ist schätzungsweise 318 Millionen Lichtjahre von der Milchstraße entfernt und hat einen Durchmesser von etwa 115.000 Lichtjahren.
Im selben Himmelsareal befinden sich u. a. die Galaxien NGC 4042, NGC 4055, NGC 4057, NGC 4072.
Das Objekt wurde am 9. Mai 1864 von Heinrich Louis d’Arrest entdeckt.